# 内尔斯·克里斯蒂安·纳尔逊
内尔斯·克里斯蒂安·纳尔逊（丹麥語：Nels Christian Nelson，1875年4月9日—1964年3月5日）是一位丹麦裔美国考古学家。

## 生平
纳尔逊生于丹麦日德兰半岛东部的腓特烈西亚附近，家境贫寒，是家中长子。
1892年，他被前往美国明尼苏达州，帮助叔叔经营农场。直到17岁他才开始上小学，并于1901年完成高中学业。此后，他乘坐运送牛群的货车前往加利福尼亚，通过打零工积攒学费，约在1903年进入斯坦福大学。1905年，他转学至加州大学伯克利分校，1907年获得文学学士学位，1908年取得文学硕士学位。
1911年，纳尔逊受雇于美國自然史博物館人类学馆长克拉克·威斯勒（Clark Wissler），负责新墨西哥州里奥格兰德河上游的考古工作。
1920年代，纳尔逊在中国重庆巫山县瞿塘峡地区发现了大溪文化。
1925年，纳尔逊夫妇随罗伊·查普曼·安德鲁斯（Roy Chapman Andrews）进行了第三次蒙古探险。
纳尔逊曾担任美国人类学协会、美国考古学会、美国民族学会的会长，并担任美国科学促进会副会长。他在美国自然历史博物馆担任多个职务。
1943年，纳尔逊从博物馆退休。
1964年在纽约市去世，享年89岁。